# اوليغ كوزمين
اوليغ كوزمين (بالروسية: Олег Александрович Кузьмин)‏ (9 مايو 1981 موسكو روسيا - ) هو لاعب كرة قدم روسي، يلعب كمدافع.

## مسيرته الكروية
لعب اوليغ كوزمين خلال مسيرته الاحترافية مع 7 أندية في خمسة وعشرون موسمًا وسجل خلالها 18 هدفًا ضمن 469 مباراة. حيث فاز في موسم واحد بالكأس وفي موسم واحد بالدوري.
خاض اوليغ كوزمين مسيرته مع نادي سبارتاك موسكو 2 لكرة القدم في موسم 1997 ليلعب معه أربعة مواسم، مشاركًا في 76 مباراة سجل خلالها هدفًا واحدًا. ثم انتقل إلى نادي سبارتاك موسكو ما بين عامي 2000 و2001 لمدة موسم واحد، حيث شارك في مباراة ولم يسجل أي هدف. لينتقل بعدها إلى نادي أورالان إليستا في موسم 2001 ليلعب معه أربعة مواسم، مشاركًا في 79 مباراة سجل خلالها 4 أهداف. ثم انتقل إلى FC Chernomorets Novorossiysk ‏ ما بين عامي 2003 و2004 لمدة موسم واحد، مشاركًا في 7 مباريات ولم يسجل أي هدف. هذا وانتقل لاحقًا إلى نادي إف سي موسكو في موسم 2004 ليلعب معه خمسة مواسم، مشاركًا في 115 مباراة سجل خلالها 6 أهداف. ثم انتقل بعدها إلى نادي لوكوموتيف موسكو في عامي 2009-2011 ولمدة موسمين، مشاركًا في 34 مباراة سجل خلالها هدفين. ليعود وينتقل من جديد، لكن هذه المرة إلى نادي روبين كازان في موسم 2010 ليلعب معه ثمانية مواسم، مشاركًا في 157 مباراة سجل خلالها 5 أهداف.

## وصلات خارجية
اوليغ كوزمين على موقع الاتحاد الأوربي (الإنجليزية)
- اوليغ كوزمين على موقع قاعدة بيانات كرة القدم.إي يو (الإنجليزية)
- اوليغ كوزمين على موقع ناشيونال فوتبول تيمز (الإنجليزية)
- اوليغ كوزمين على موقع Soccerway.com (الإنجليزية)
- اوليغ كوزمين على موقع AS.com (الإسبانية)